# Paolo Angioni
Paolo Angioni (n. 22 ianuarie 1938, Cagliari, Regatul Italiei) este un sportiv ce a reprezentat Italia, medaliat olimpic. A participat la o ediție a Jocurilor Olimpice (1964) în care a câștigat o medalie de aur.

## Participări
Lista de mai jos prezintă principalele competiții la care a participat Paolo Angioni de-a lungul carierei.
- equestrian at the 1964 Summer Olympics – team eventing[*]